# Tragantmézga
A tragantmézga (E413) egy élelmiszeripari adalékanyag, amelyet a Közel-Keleten élő pillangósvirágú csűdfüvek (például A. adscendens, A. gummifer, és A. tragacanthus) gyökeréből vonnak ki. 

## Tulajdonságai
Egy íztelen, szagtalan, viszkózus, vízben jól oldódó poliszacharid-keverék. Vízben oldva áttetsző gélt alkot.

## Felhasználása
- a benne található alkaloidok miatt régebben hasmenés és köhögés elleni gyógynövénykivonatként alkalmazták
- mivel nagyon jól megtartja a vizet, égési sérülések kezelésére alkalmazható
- élelmiszerek esetén sűrítőanyagként, stabilizátorként, valamint emulgeálószerként alkalmazzák E413 néven

## Egészségügyi hatásai
Napi maximum beviteli mennyisége nincs meghatározva, de igen nagy mennyiségben történő fogyasztás esetén puffadás léphet fel.